# 坪田まり子
坪田 まり子（つぼた まりこ、1960年11月20日 - ）は、日本のキャリアカウンセラー、元アイドル歌手、元女優。本名は坪田 真理子（読みは同じ）。歌手・女優時代の芸名は倉田 まり子（くらた まりこ）。

## 来歴・人物
長崎県諫早市出身。日出女子学園高等学校卒業。1974年、長崎放送制作（TBS系列全国ネット）『家族そろって歌合戦』が長崎県島原市で収録され、それに出場したところスカウトマンに見初められて高校1年のとき上京。1978年4月から、NHKの人気歌番組『レッツゴーヤング』のサンデーズの一員としてレギュラー出演（〜1981年3月）した。芸名の「倉田」は、師匠で作曲家の当時レッツゴーヤングの司会を務めていた都倉俊一から一字もらった。1979年1月にキングレコードから「グラジュエイション」でデビュー。1979年8月に発表されたシングル3曲目「HOW! ワンダフル」のヒットにより人気を確立、第10回日本歌謡大賞放送音楽新人賞・第8回FNS歌謡祭最優秀新人賞・第21回日本レコード大賞新人賞などを受賞。また、石川ひとみに顔がよく似ている事でも話題になった。所属事務所はニューバンブー。同期の女性アイドル井上望、能瀬慶子とよく比較された。
歌手活動の他は、あだち充原作漫画『ナイン』の声優および主題歌、またテレビドラマ出演（『気になる天使たち』、『ちょっといい姉妹』など）で活躍していた。藤岡琢也と父娘設定で共演したサンヨー食品「サッポロ一番」のCMシリーズなどでもお茶の間で親しまれた。
1985年に中江滋樹が関与した「投資ジャーナル事件」に巻き込まれたことがきっかけで、本人は関係を全面否定するも芸能活動から引退する事態に追い込まれてしまった 。
芸能界から引退後は、国際法律事務所の秘書、資格試験予備校LECの執行役員・講師を経て2003年に独立起業。坪田まり子の名でキャリア・カウンセラーとして、大学生への就職指導、企業・自治体向けのプレゼンテーション能力向上や営業力強化等の研修ビジネスを手がけ、各地での講演活動を行っている。2008年からの国立大学法人東京学芸大学特命准教授を経て、2015年4月より東京学芸大学の特命教授（キャリア支援担当教授）を務める。
2015年現在、基本的に芸能マスコミとは距離を置く姿勢を取っている他、公式ウェブサイトのプロフィールでは、芸能活動時代について直接触れていないが、一方では自身からのメッセージで、時折第三者的視点で当時を回想することがある他、ファンサイト主宰者らによる同窓会に参加するなど、当時のファンと交流を持つ機会もある。
また、楽曲については一部がCDなどで再発売され、活動当時の歌番組・ドラマなどの再放送についても制限されていない。

## ディスコグラフィ

### シングル
※すべてキングレコードより、7インチレコードで発売。
| 発売日        | 品番      | 面 | タイトル                             | 作詞                    | 作曲        | 編曲       |
| ------------- | --------- | -- | ------------------------------------ | ----------------------- | ----------- | ---------- |
| 1979年1月21日 | GK-278    | A  | グラジュエイション                   | 山上路夫                | 都倉俊一    | 川口真     |
| 1979年1月21日 | GK-278    | B  | 気にしない                           | 山上路夫                | 都倉俊一    | 川口真     |
| 1979年5月5日  | GK-306    | A  | いつかあなたの歌が                   | 山上路夫                | 都倉俊一    | 川口真     |
| 1979年5月5日  | GK-306    | B  | 懐かしきボーイフレンド               | 山上路夫                | 都倉俊一    | 川口真     |
| 1979年8月21日 | GK-338    | A  | HOW! ワンダフル                      | 山上路夫                | 都倉俊一    | 都倉俊一   |
| 1979年8月21日 | GK-338    | B  | 翼のない鳥                           | 山上路夫                | 都倉俊一    | 田辺信一   |
| 1980年1月21日 | GK-380    | A  | イヴニング・スキャンダル             | 亜蘭知子                | 都倉俊一    | 大村雅朗   |
| 1980年1月21日 | GK-380    | B  | ミスティ                             | 亜蘭知子                | 都倉俊一    | 大村雅朗   |
| 1980年4月21日 | GK-400    | A  | June浪漫                             | 亜蘭知子                | 都倉俊一    | 都倉俊一   |
| 1980年4月21日 | GK-400    | B  | Last Teenage Summer                  | 亜蘭知子                | 都倉俊一    | 都倉俊一   |
| 1980年7月21日 | K07S-14   | A  | DAY BY DAY                           | 亜蘭知子                | 都倉俊一    | 清水信之   |
| 1980年7月21日 | K07S-14   | B  | 罪 to me                             | 亜蘭知子                | 都倉俊一    | 清水信之   |
| 1980年9月21日 | K07S-40   | A  | さよならレイニー・ステーション       | 門谷憲二                | 上田知華    | 大谷和夫   |
| 1980年9月21日 | K07S-40   | B  | スウィート・リリー                   | 来生えつこ              | 梓島寿太郎  | 石田勝範   |
| 1981年2月5日  | K07S-160  | A  | 恋はライ・ライ・ライ                 | 亜蘭知子                | 長戸大幸    | 長戸大幸   |
| 1981年2月5日  | K07S-160  | B  | あなたへ Hurry Up                    | 阿里そのみ              | 松宮恭子    | 大谷和夫   |
| 1981年5月5日  | K07S-177  | A  | 恋はAmi Ami                          | Hagen Dierks 訳）康珍化 | Jay Alanski | 石田勝範   |
| 1981年5月5日  | K07S-177  | B  | ふたりの水平線                       | 有馬三恵子              | 原川健      | 石田勝範   |
| 1981年7月21日 | K07S-203  | A  | 哀しみのポエジー                     | 康珍化                  | 武谷光      | 松井忠重   |
| 1981年7月21日 | K07S-203  | B  | ファンキー・ドールはファニー・ボーイ | 糸井重里                | 佐久間正英  | 佐久間正英 |
| 1982年3月21日 | K07S-264  | A  | カナリヤ                             | 松宮恭子                | 松宮恭子    | 高田弘     |
| 1982年3月21日 | K07S-264  | B  | 不思議な春                           | 有馬三恵子              | 原川健      | 石田勝範   |
| 1982年6月21日 | K07S-308  | A  | 冷たい雨                             | 荒井由実                | 荒井由実    | 青木望     |
| 1982年6月21日 | K07S-308  | B  | 哀しみの中で                         | 橋本淳                  | 武谷光      | 竜崎孝路   |
| 1983年3月21日 | K07S-380  | A  | 春の嵐                               | 門谷憲二                | 松宮恭子    | 鷺巣詩郎   |
| 1983年3月21日 | K07S-380  | B  | 春咲く乙女たち                       | 麻生香太郎              | 松宮恭子    | 鷺巣詩郎   |
| 1983年5月5日  | K07S-3051 | A  | 真夏のランナー                       | 売野雅勇                | 芹澤廣明    | 芹澤廣明   |
| 1983年5月5日  | K07S-3051 | B  | LOVE・イノセント                     | 売野雅勇                | 芹澤廣明    | 芹澤廣明   |
| 1983年7月21日 | K07S-451  | A  | 避暑地の出来事                       | 秋元康                  | 松尾一彦    | 白井良明   |
| 1983年7月21日 | K07S-451  | B  | ENCORE（アンコール）                 | 秋元康                  | 松尾一彦    | 白井良明   |
| 1983年9月5日  | K07S-472  | A  | 青いフォトグラフ                     | 売野雅勇                | 芹澤廣明    | 芹澤廣明   |
| 1983年9月5日  | K07S-472  | B  | 愛を翼にして                         | 売野雅勇                | 芹澤廣明    | 芹澤廣明   |
| 1984年2月5日  | K07S-3065 | A  | 恋人宣言                             | 竜真知子                | 芹澤廣明    | 芹澤廣明   |
| 1984年2月5日  | K07S-3065 | B  | 青空気分                             | 竜真知子                | 芹澤廣明    | 芹澤廣明   |

### アルバム
※　すべてキングレコードより発売。

#### オリジナル・アルバム
| 発売日         | 規格 | 規格品番 | アルバム |
| -------------- | ---- | -------- | --- |
| 1979年11月21日 | LP   | SKS-90   | あなたにめぐり逢えて・・・・ 1. HOW！ワンダフル - 作詞：山上路夫／作曲：都倉俊一／編曲：都倉俊一 2. 翼のない鳥 - 作詞：山上路夫／作曲：都倉俊一／編曲：田辺信一 3. 落葉のメロディ（Hasta Manana） - 作詞：Stig Anderson／作詞：Benny Andersson／作詞：Björn Ulvaeus／日本語詞：亜蘭知子／作曲：Stig Anderson／作曲：Benny Andersson／作曲：Björn Ulvaeus／編曲：清水信之 - オリジナル歌手：ABBA 4. サンセット・キッス - 作詞：杉山政美／作曲：木森敏之／編曲：清水信之 - （映画 リトル・ロマンス イメージソング） 5. あなたにめぐり逢えて - 作詞：山上路夫／作曲：都倉俊一／編曲：小六禮次郎 6. グラジュエイション - 作詞：山上路夫／作曲：都倉俊一／編曲：川口真 7. いつかあなたの歌が - 作詞：山上路夫／作曲：都倉俊一／編曲：川口真 8. 愛すれど悲し（Hopelessly Devoted to You） - 作詞：John Farrar／日本語詞：亜蘭知子／作曲：John Farrar／編曲：清水信之 - オリジナル歌手：オリビア・ニュートン＝ジョン 9. エンジェル・アイズ（Angel eyes） - 作詞：Benny Andersson／作詞：Björn Ulvaeus／日本語詞：亜蘭知子／作曲：Stig Anderson／作曲：Benny Andersson／作曲：Björn Ulvaeus／編曲：清水信之 - オリジナル歌手：ABBA 10. 虹の未来 - 作詞：山上路夫／作曲：都倉俊一／編曲：小六禮次郎 |
| 1980年6月21日  | LP   | K28A-1   | ストーミー・ウェザー 1. ストーミー・ウェザー - 作詞：亜蘭知子／作曲：都倉俊一／編曲：清水信之 2. JUNE浪漫 - 作詞：亜蘭知子／作曲：都倉俊一／編曲：都倉俊一 3. ラスト・ティーンエイジ・サマー - 作詞：亜蘭知子／作曲：都倉俊一／編曲：都倉俊一 4. イヴニング・スキャンダル - 作詞：亜蘭知子／作曲：都倉俊一／編曲：大村雅朗 5. 白昼夢 - 作詞：亜蘭知子／作曲：都倉俊一／編曲：清水信之 6. オープニング（HOW！ワンダフル インストルメンタル） - 作曲：都倉俊一／編曲：清水信之 7. スロー・モーション（Slow Motion） - 作詞：Laura Davis／作詞：Jimmy Destri／日本語詞：亜蘭知子／作曲：Laura Davis／作曲：Jimmy Destri／編曲：清水信之 - （オリジナル歌手 ブロンディ） 8. ユー（Ｙou） - 日本語詞：亜蘭知子／作曲：T.Snow／編曲：清水信之 9. 内気なジョニー（Joohnny Get Angry） - 日本語詞：亜蘭知子／作曲：Hal David／作曲：Sherman Edwards／編曲：清水信之 - オリジナル歌手：ジョニー・ソマーズ 10. ボビーに首ったけ（Bobby's Girl） - 作詞：Henry Hoffman／作詞：Gary Klein／日本語詞：亜蘭知子／作曲：Hank Hoffman／作曲：Gary Klein／編曲：清水信之 - オリジナル歌手：マーシー・ブレーン 11. ミッシング・ユー（Missing You） - 日本語詞：亜蘭知子／作曲：W.Mattew／編曲：清水信之      |
| 1980年12月5日  | LP   | K28A-116 | ダイアリー 1. フィーリング・ラブ - 作詞：松宮恭子／作曲：松宮恭子／編曲：石田勝範 2. Now！ホワッツ・ハプン？ - 作詞：来生えつこ／作曲：来生たかお／編曲：大谷和夫 3. さよならレイニー・ステーション - 作詞：門谷憲二／作曲：上田知華／編曲：大谷和夫 4. 想い出のウィークエンド・アベニュー - 作詞：阿里そのみ／作曲：岡本一生／編曲：石田勝範 5. サラダ日和 - 作詞：来生えつこ／作曲：来生たかお／編曲：大谷和夫 6. タッチ・ミー・イン・ザ・モーニング - 作詞：倉田まり子／作曲：稗島寿太郎／編曲：石田勝範 7. ティーチ・ミー・ラブ - 作詞：倉田まり子／作曲：石田勝範／編曲：石田勝範 8. あなたのセレナーデ - 作詞：来生えつこ／作曲：上田知華／編曲：石田勝範 9. スウィート・リリー - 作詞：来生えつこ／作曲：稗島寿太郎／編曲：石田勝範 10. ダイアリー - 作詞：来生えつこ／作曲：小田裕一郎／編曲：石田勝範 |
| 1981年7月21日  | LP   | K28A-178 | グッド・プロポーション 1. シーサイド・ドライヴ・イン - 作詞：康珍化／作曲：亀井登志夫／編曲：松井忠重 2. Good Proportion - 作詞：康珍化／作曲：安部恭弘／編曲：松井忠重 3. そして秋 - 作詞：山川啓介／作曲：武谷光／編曲：松井忠重 4. 恋のカーテン・フォール - 作詞：山川啓介／作曲：武谷光／編曲：松井忠重 5. 赤信号 - 作詞：喜多條忠／作曲：武谷光／編曲：松井忠重 6. 恋はAmi Ami（Amicalement Votre） - 作詞：Hagen Dierks／日本語詞：康珍化／作曲：Jay Alanski／編曲：石田勝範 - オリジナル歌手：リオ 7. 恋はライ・ライ・ライ - 作詞：亜蘭知子／作曲：長戸大幸／編曲：長戸大幸 8. ときめきIt's You - 作詞：竜真知子／作曲：相沢行夫／編曲：松井忠重 9. 港の恋人 - 作詞：喜多條忠／作曲：武谷光／編曲：松井忠重 10. 微笑（ほほえみ）エピローグ - 作詞：竜真知子／作曲：相沢行夫／編曲：松井忠重 |
| 1982年6月21日  | LP   | K28A-262 | 愛の蜃気楼 1. 愛の蜃気楼 - 作詞：千葉稔／作曲：伊豆一彦／編曲：馬飼野康二 2. 微笑（ほほえみ）人形 - 作詞：古田喜昭／作曲：古田喜昭／編曲：青木望 3. 恋人たちの入江 - 作詞：竜真知子／作曲：伊豆一彦／編曲：青木望 4. カナリヤ - 作詞：松宮恭子／作曲：松宮恭子／編曲：高田弘 5. 恋はYesterday - 作詞：竜真知子／作曲：相沢行男／編曲：桜庭伸幸 6. 夢の裏側 - 作詞：伊藤アキラ／作曲：米光亮／編曲：竜崎孝路 7. 雨のシンフォニー - 作詞：千葉稔／作曲：伊豆一彦／編曲：馬飼野康二 8. 不思議な春 - 作詞：有馬三恵子／作曲：原川健／編曲：石田勝範 9. 赤いブーツ - 作詞：伊藤薫／作曲：伊藤薫／編曲：桜庭伸幸 10. 哀しみの中で - 作詞：橋本淳／作曲：武谷光／編曲：竜崎孝路 |

#### ライブアルバム
| 発売日 | 規格 | 規格品番 | アルバム |
| ------ | ---- | -------- | --- |
| 1981年 | LP   | K28A-221 | Twenty Girl コンサート'81・ライヴ ※ 1981年8月17日 日本青年館で収録 SIDE A 1. 哀しみのボエジー 2. 恋はＡｍｉ Ａｍｉ 3. 9 to 5（モーニング・トレイン） 4. さわやかメイク・ラブ 5. セクシー・ミュージック 6. 街角トワイライト 7. ヴァケイション 8. 20歳の決心 SIDE B 1. 夢想（ロマンティック） 2. 「いちご白書」をもう一度 3. 微笑エピローグ 4. 恋の終列車 5. How！ワンダフル |

その他、ベストアルバムLP、カセット数点。CDとしては、1stアルバムの「あなたにめぐり逢えて・・・・」および「アーティストコレクションシリーズ 倉田まり子」(最後の「恋人宣言」を除くシングル盤A面の16曲を収めたベスト盤)が発売された。「超空想ベースボール」（オムニバス）では「真夏のランナー」を収録。

## 出演

### テレビ番組
- 夜のヒットスタジオ（1979年春、1980年新年、1980年2月、1980年6月）
- ウルトラマン80 第42話「さすが!観音様は強かった!」（1981年、TBS/円谷プロ） - 本人 役
- 気になる天使たち（1981年、CX/東宝） - オリエ 役
- 傑作推理劇場・砂の密室（1981年、ANB） - 森春子 役
- ちょっといい姉妹（1981年、TBS） - 桃 役
- 土曜ワイド劇場・目撃・殺人鬼が狙う運命の母と子（1981年、ANB）
- 火曜サスペンス劇場「受験地獄・東大受験 その朝めざまし時計が鳴らなかった」（1982年、NTV）
- Gメン'82　第2回「アイドル歌手トリック殺人」（1982年、TBS） - 中里ユキ 役
- 若草学園物語（1983年、NTV）
- 大江戸捜査網 第591話「女牢しのび肌 禁断の闇化粧」（1983年、TX） - およう 役
- オレたちひょうきん族・『タケちゃんマン』PART-72「タケちゃんマンのサラ金の傾向と対策の巻」（1983年5月28日、フジテレビ系）
- 若き血に燃ゆる〜福沢諭吉と明治の群像（1984年、TX） - 小谷野クマ 役
- 笑アップ歌謡大作戦（テレビ朝日）

### テレビアニメ
- ナイン2 恋人宣言 （1983年）- 中尾百合　役

### 劇場アニメ
- ナイン （1983年）- 中尾百合　役

### CM
- 花王（1979年 - 1982年） - 所ジョージと共演
- サッポロ一番（1982年） - 藤岡琢也と共演

## 著書
- 『坪田まり子の士業のためのセミナー講師養成講座』日本法令 2010
- 『面接で『特A』をとる! 就活で絶対に選ばれる人になる秘訣』静山社文庫 2010
- 『就活必修!1週間でできる自己分析 エントリーシート・面接で失敗しない方法』さくら舎 2012
- 『就活必修!面接術受け方・話し方・聞き方 内定が決まる50のコツ 2015』さくら舎 2013
- 『就活必修!速習7時限面接内定術 2017』さくら舎 2015
- 『士業者が身につけたい顧客をつかむ面談術』清文社 2016
- 『就活必修!1週間でできる自己分析 適正がわかる!!自己分析7日間プログラム 2018』さくら舎 2016
- 『就活必修!速習の面接・インターン 2019』さくら舎 2017